# Impuesto único
Un impuesto único es un sistema impositivo que se basa en forma exclusiva o en gran medida en un solo impuesto, por lo general elegido por ciertas propiedades especiales, a menudo es un impuesto sobre el valor de la tierra. La idea de un impuesto único sobre los valores de la tierra fue propuesta de manera independiente por John Locke y Baruch Spinoza en el siglo XVII. Los fisiócratas franceses con posterioridad acuñaron el término impôt unique a causa de las características especiales de la tierra y la renta.
Pierre Le Pesant, sieur de Boisguilbert y Sébastien Le Prestre de Vauban también recomendaron un impuesto único, pero a diferencia de los fisiócratas, ellos rechazaron la idea que la tierra poseyera ciertas características económicas que la hacían especialmente adecuada desde el punto de vista impositivo, por lo que propusieron un impuesto flat tax sobre todos los ingresos.
A fines del siglo XIX y comienzos del XX, surge un movimiento populista en pos del impuesto único el cual pretende recaudar un impuesto único sobre la renta de la tierra y los recursos naturales, aunque por razones diferentes. Este movimiento por el "Impuesto Único" posteriormente fue denominado georgismo, una propuesta por un sistema impositivo simplificado y equitativo que respeta derechos naturales y cuyo ingreso se basa en forma exclusiva en las rentas sobre la tierra y la explotación de recursos naturales, sin imponer tasas adicionales sobre las mejoras como pueden ser las edificaciones. Algunos libertarios sostienen que la captura de valor de la tierra es una forma ética y no distorsionante de financiar el funcionamiento del gobierno, y que la renta sobrante sería distribuida como un tipo de ingreso básico garantizado, tradicionalmente denominado el dividendo del ciudadano, para compensar a aquellos miembros de la sociedad que de alguna forma han sido privados de una compensación razonable por el valor espacial de la tierra y el acceso igualitario a las oportunidades naturales.